# Rodrigo Noya
Rodrigo Noya (Chascomús, provincia de Buenos Aires; 2 de octubre de 1993) es un actor argentino. Es conocido principalmente por su papel coprotagónico en la serie Hermanos y detectives. También es conocido por ser el rostro de múltiples publicidades para la línea de secarropas
Koh-i-noor.

## Vida personal
En 2017, a los 23 años, tuvo a su primer hijo Bautista Noya, con su novia de entonces Sofía Sorrenti.
En 2018 se separaron luego de dos años de relación.

## Filmografía

### Ficciones
| Televisión | Televisión                         | Televisión             | Televisión | Televisión                                              |
| Año        | Título                             | Rol                    | Canal      | Notas                                                   |
| ---------- | ---------------------------------- | ---------------------- | ---------- | ------------------------------------------------------- |
| 2006       | Las aventuras del Doctor Miniatura | Martín                 | Telefe     | Protagonista                                            |
| 2006       | Hermanos y detectives              | Lorenzo Montero        | Telefe     | Protagonista                                            |
| 2007—2009  | Hermanos y detectives              | Lorenzo Montero        | Telecinco  | Protagonista                                            |
| 2011—2012  | Los Únicos                         | Bruno Epstein          | Canal 13   | Papel secundario (temporada 1), principal (temporada 2) |
| 2012       | La defensora                       | Ovidio Peralta         | TV Pública | Reparto principal                                       |
| 2012       | Amores de historia                 | David                  | Canal 9    | Capítulo 5: "David y Lina (24 de marzo de 1976)"        |
| 2013       | Historias de corazón               | Bruno                  | Telefe     | Episodio 27: "Sangre de mi sangre"                      |
| 2014—2015  | Noche y día                        | Nicolás                | Canal 13   | Reparto principal                                       |
| 2015       | Conflictos modernos                | José Gutiérrez         | Canal 9    | Capítulo 1: "Alejandra"                                 |
| 2016       | La peluquería de don Mateo         | El hijo del cliente    | Telefe     | Personaje recurrente                                    |
| 2017       | Vida de película                   | Mateo (joven)          | TV Pública |                                                         |
| 2017       | Fanny la fan                       | Hugo "Huguito" Messina | Telefe     |                                                         |
| 2018       | El marginal                        | Nicolás "Oaki" Olmos   | TV Pública | Reparto principal (temporada 2)                         |
| 2019       | Millennials                        | El Fisura              | Net TV     | Personaje recurrente (temporada 2)                      |
| 2023       | Nada                               | Félix Virasoro         | Star+      | Episodio: "La verdad de la milanesa"                    |

### Programas
| Televisión | Televisión                | Televisión                            | Televisión | Televisión               |
| Año        | Título                    | Rol                                   | Canal      | Notas                    |
| ---------- | ------------------------- | ------------------------------------- | ---------- | ------------------------ |
| 1999—2000  | Agrandadytos              | Él mismo                              | Canal 13   | Participación recurrente |
| 2019       | Showmatch: Súper Bailando | Participante junto a Bianca Iovenitti | Canal 13   | 7.os eliminados          |
| 2022       | El hotel de los famosos   | Participante                          | Canal 13   | Abandonó voluntariamente |

### Cine
| Cine | Cine                     | Cine              | Cine |
| Año  | Título                   | Personaje         |      |
| ---- | ------------------------ | ----------------- | ---- |
| 2002 | Dibu 3, la gran aventura | Martín            |      |
| 2002 | Valentín                 | Valentín          |      |
| 2004 | Un mundo menos peor      | Marcelo           |      |
| 2010 | El mural                 | Helvio Botana     |      |
| 2017 | Sinfonía para Ana        | Capi              |      |
| 2021 | Sola                     | Benito            |      |
| 2022 | El sistema Keops         | Patricio          |      |
| 2023 | El asistente             | Miguel            |      |
| 2023 | Los bastardos            | Sebastián Rosales |      |

## Teatro
| Teatro    | Teatro                      | Teatro                          | Teatro              |
| Año       | Título                      | Teatro                          | Dirección           |
| --------- | --------------------------- | ------------------------------- | ------------------- |
| 2013      | Vuelve                      | ElKafka Espacio Teatral         | Paula Marull        |
| 2014      | La laguna dorada            | Neptuno/ElKafka Espacio Teatral | Manuel González Gil |
| 2016      | Separados (Todos somos uno) | CPM Multiescena                 | Martín Mariani      |
| 2018      | Hansel y Gretel             | Regina                          | Diego Rinaldi       |
| 2022      | Una noche en el hotel       | Rafa                            |                     |
| 2023      | Un plan perfecto            | "Brochita"                      |                     |
| 2023-2024 | Misterio en la cabaña       |                                 |                     |

## Videoclips
| 2018 | "Crazy"        | Praga ft. él mismo |                 |
| 2018 | "Dale Darling" | Ciro y los Persas  | Naranja persa 2 |

## Premios y nominaciones

### Premios Cóndor de Plata
| Año  | Categoría            | Película | Resultado |
| ---- | -------------------- | -------- | --------- |
| 2004 | Revelación masculina | Valentín | Ganador   |

### Premios Martín Fierro
| Año  | Categoría        | Programa              | Resultado |
| ---- | ---------------- | --------------------- | --------- |
| 2006 | Mejor revelación | Hermanos y detectives | Nominado  |